# Tisamenus hystrix
Tisamenus hystrix (Syn. Hoploclonia hystrix) ist eine auf der philippinischen Insel Sibuyan endemische Gespenstschrecken-Art aus der Familie der Heteropterygidae.

## Merkmale
Die Art gilt mit 34,5 bis 37,5 mm Länge im männlichen und 46 bzw. 52 mm Länge im weiblichen Geschlecht als eher kleiner und stachliger Vertreter der Gattung Tisamenus. Wie bei Tisamenus draconinus und Tisamenus lachesis befinden sich deutliche, oft spitze Stacheln auf dem hinteren Mesonotum (posteriore Mesonatalen) und ebenso in der Mitte des Metanotums (mediane Metanotalen). Das gattungstypische Dreieck auf dem Mesonotum ist bei Tisamenus hystrix etwa so breit wie lang, während es bei Tisamenus lachesis länger ist. Bei beiden Arten enden die vorderen Ecken des Dreiecks in einzelnen Stacheln, während sie bei Tisamenus draconinus in zusammengesetzten Stacheln enden. Die Segmente zwei bis fünf des Abdomens sind im hinteren Bereich mit mittleren und paarigen seitlichen Stacheln besetzt.

## Systematik
James Abram Garfield Rehn und sein Sohn John William Holman Rehn beschrieben die Art 1939 als Hoploclonia hystrix. Der Artname „hystrix“ ist in Anlehnung an die Gattung Hystrix, also die Eigentlichen Stachelschweine, gewählt worden und bezieht sich auf die stachlige Körperoberfläche der Tiere. Der männliche Holotypus ist im National Museum of Natural History in Washington, D.C. hinterlegt. Neben diesem Typus wurden von Rehn und Rehn ein juveniles Weibchen, welches als Allotypus bezeichnet wurde, sowie ein weiteres Männchen untersucht und beschrieben. Beide gelten heute als Paratypen und sind wie auch der Holotypus von Baker gesammelt worden. Weitere Angaben wie der Sammelzeitpunkt fehlen. Alle drei Typen sind im National Museum of Natural History in Washington D.C. hinterlegt. Rehn und Rehn unterteilten die von ihnen in Hoploclonia geführten bzw. beschriebenen, philippinischen Vertreter nach morphologischen Aspekten in verschiedene Gruppen. In die sogenannte Draconina-Gruppe stellten sie mit Hoploclonia draconina (heute Tisamenus draconinus), Hoploclonia hystrix und der ebenfalls von ihnen neubeschriebenen Hoploclonia lachesis (heute Tisamenus lachesis) sehr stark bestachelte, eher langgestreckte und langbeinige Arten. Bis 2004 wurde Tisamenus hystrix in Hoploclonia geführt. Erst Oliver Zompro stellte die Art gemeinsam mit allen anderen philippinischen Vertretern in die Gattung Tisamenus.

## Vorkommen
Rehn und Rehn geben für die Herkunft der von ihnen untersuchten Tiere Sibulan im Süden der Insel Negros in der Provinz Negros Oriental an. Frank H. Hennemann zeigt auf, dass die Typusexemplare von der Insel Sibuyan und nicht von Negros stammen, da das ursprüngliche Fundortetikett der beiden Typusexemplare im National Museum of Natural History in Washington, D.C. „Island Sibuyan, Baker“ lautet. Jüngere Funde stammen allesamt ebenfalls von der etwa 350 km weiter nördlich gelegenen Insel Sibuyan. Das Verbreitungsgebiet umfasst somit nach aktuellem Wissensstand lediglich Sibuyan und nicht Negros.

## Wiederentdeckung und Terraristik
Nachdem viele Jahrzehnte lediglich das von Rehn und Rehn untersuchte Typusmaterial der Art bekannt war, sammelte Albert Kang am 3. Juni 2014 Tiere auf Sibuyan, die zunächst als Tisamenus sp. 'Sibuyan' angesprochen und deren Nachkommen unter diesem Namen verteilt wurden. Erst 2025 identifizierte Hennemann diese als Tisamenus hystrix. Von den bisher erfolgreich in die Terraristik eingeführten Tisamenus-Arten ist dies die kleinste, wobei der nun als Tiasmaenus hystrix 'Sibuyan' zu bezeichnende Stamm nicht mehr in Zucht ist. Die Art ist nicht so produktiv wie die anderen in Zucht befindlichen Tisamenus-Arten, lässt sich aber wie diese mit Futterpflanzen wie Brombeeren und Haseln füttern.

## Bilder

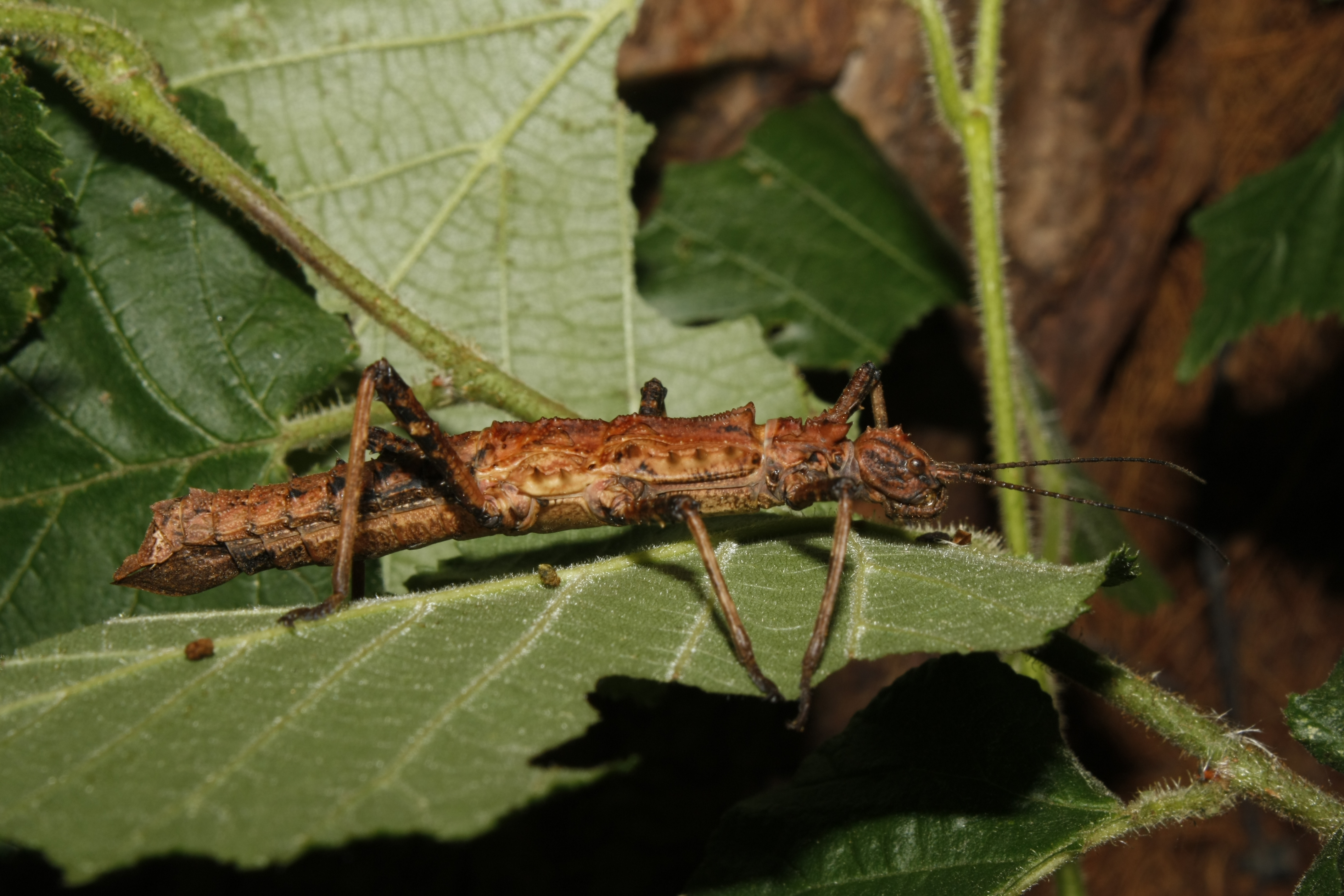
Weibchen vom Stamm aus Sibuyan
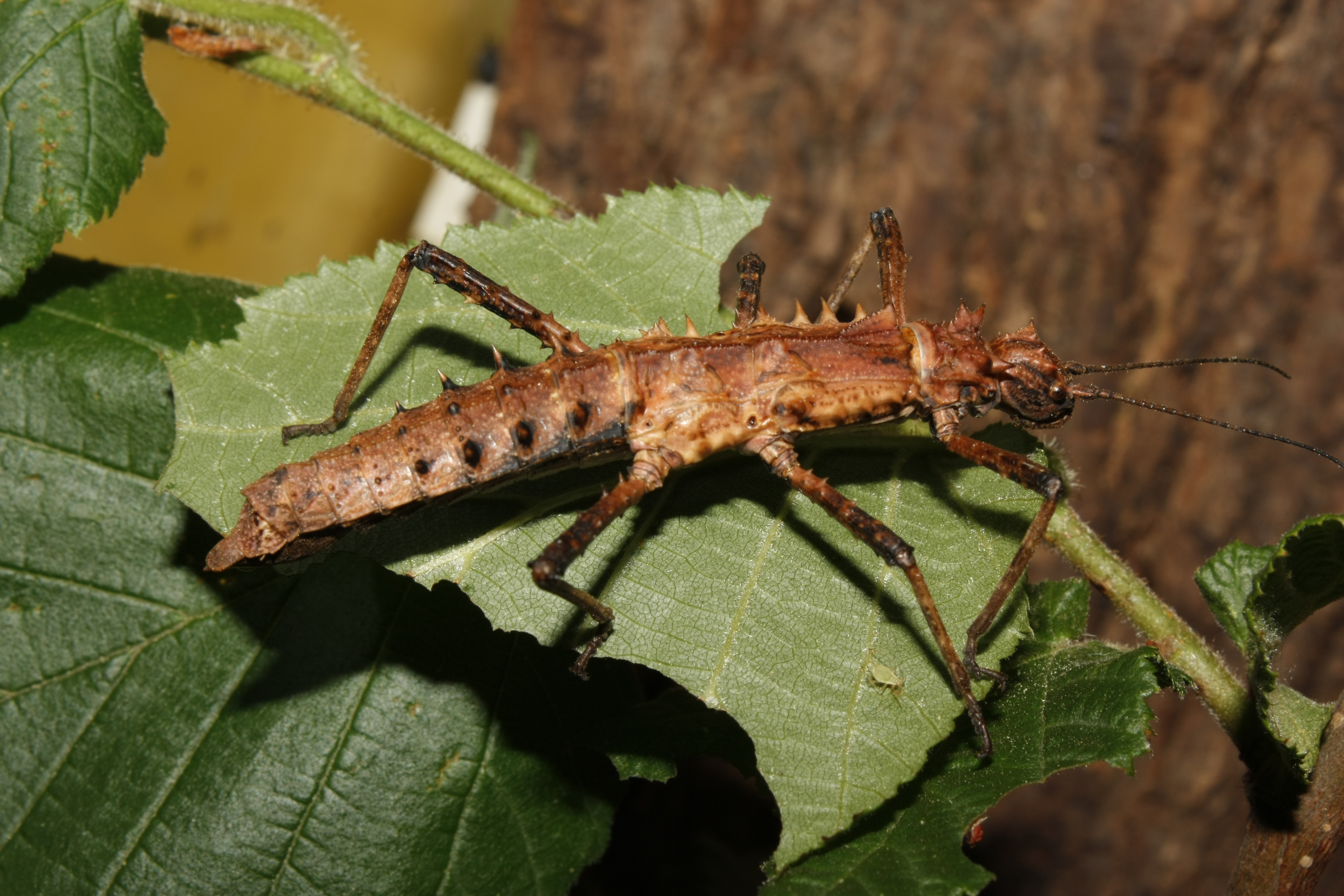
Weibchen vom Stamm aus Sibuyan
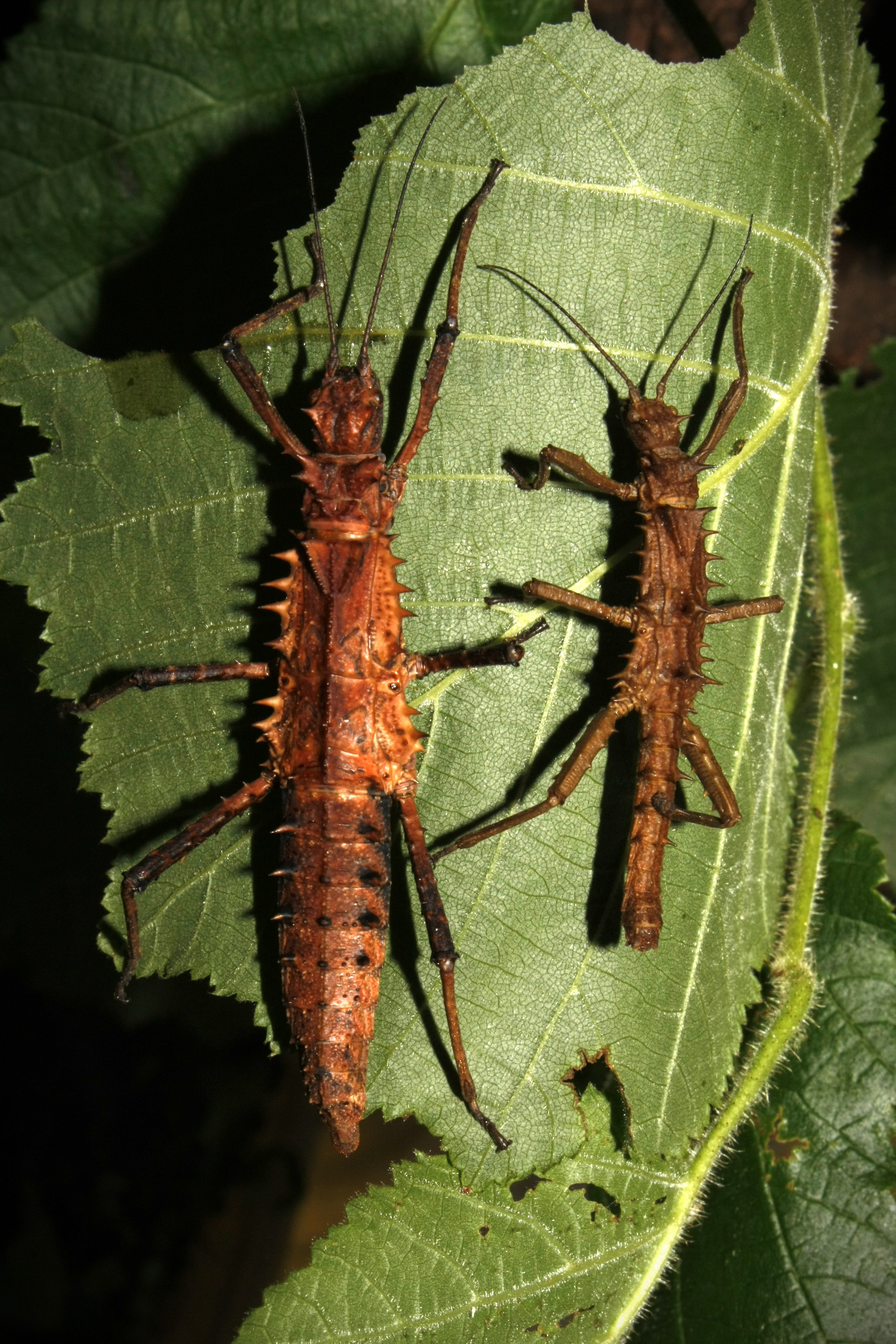
Pärchen vom Stamm aus Sibuyan
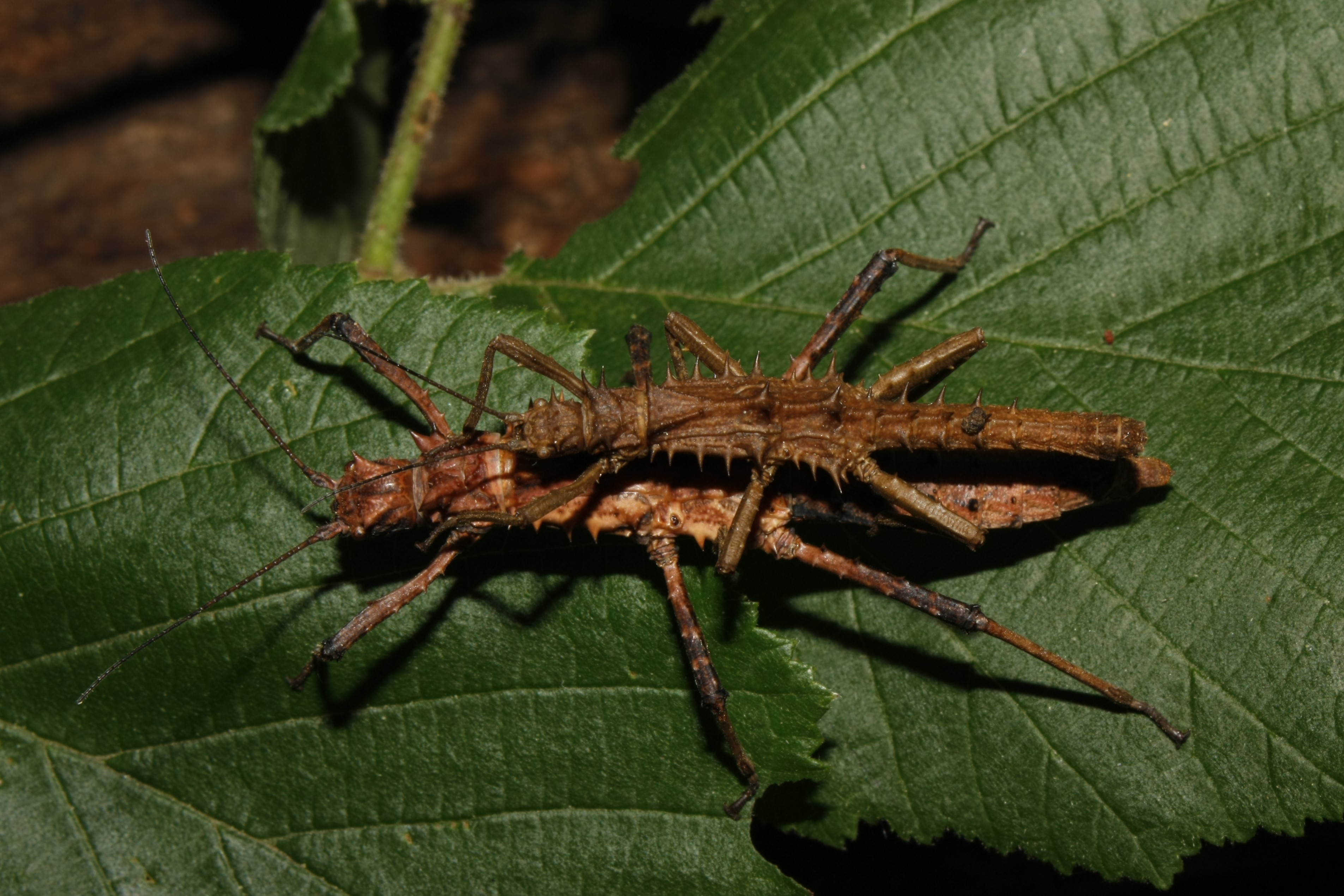
Pärchen vom Stamm aus Sibuyan
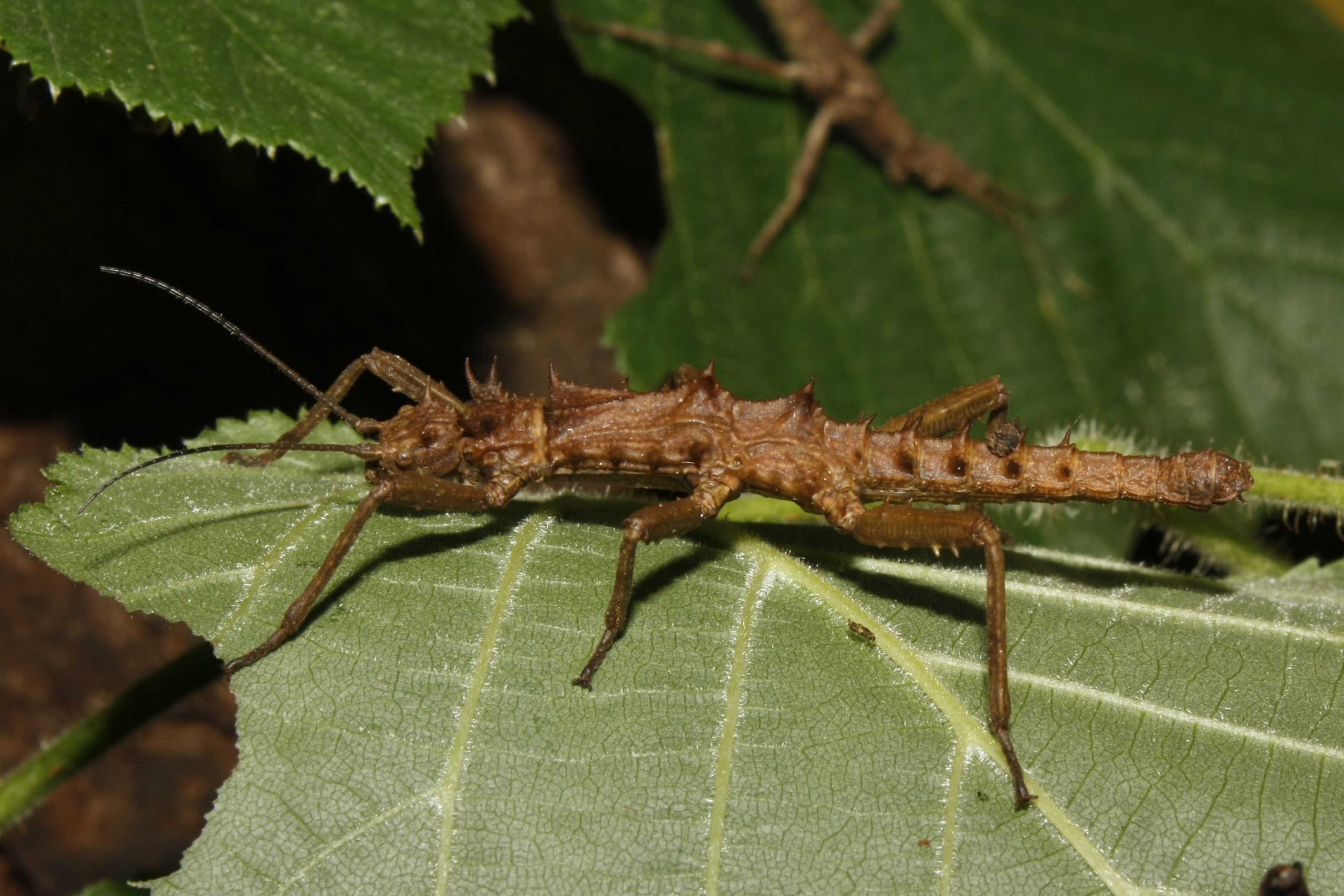
Männchen vom Stamm aus Sibuyan